# Cambarus howardi
Cambarus howardi là một loài tôm hùm đất trong họ Cambaridae. Chúng được tìm thấy ở Bắc Mỹ.